# Marino (Řím)
Marino je město v italském regionu Lazio na území metropolitního města Roma, 21 km severovýchodně od Říma v Albanských kopcích. V roce 2015 v něm žilo 42 575 obyvatel.